# Giovanni Barbavara
Giovanni Barbavara (* um 1405 in Cremona; † Mai 1460 in Como) war ein italienischer Doktor beider Rechte, Professor und Bischof von Como.

## Leben
Giovanni war Sohn des Giovanni aus Novara, Statthalter von Cremona im Dienste des Herzogs von Mailand. Sein Bruder Francesco nahm als Redner des Herzogs von 1437 bis 1438 am Konzil von Basel teil. Giovanni studierte an der Universität Pavia, wo er den Doktortitel in utriusque juris erwarb und ab 1429 außerordentlicher Professor für Zivilrecht war. Im Jahr 1434 verzichtete er auf seine Professur und trat am 18. August 1434 in das Juristenkollegium von Pavia ein. Er war ein Kleriker. Nach einer neunmonatigen Sedisvakanz wurde er am 13. Juni 1435 von Papst Eugen IV. zum Bischof von Como ernannt. Der Herzog von Mailand Filippo Maria Visconti wollte die Ernennung nicht anerkennen, sicherlich nicht, weil er die Person des Gewählten nicht mochte, sondern weil das von ihm geforderte Präsentationsrecht nicht respektiert worden war.
Der vom Leiter des Kapitels ernannte Kapitelsvikar blieb im Amt. Die Einkünfte der bischöflichen Mensa waren zum Teil dem Bischof Matteo di Albenga vorbehalten, der am Konzil von Basel teilnahm. Am 6. November 1436 verlangte Giovanni in Gravellona Lomellina von allen Vasallen und Lehnsleuten die Erneuerung ihres Treue- und Lehnseides, der nur in Lugano, das unter der Herrschaft der Adelsfamilie Rusca stand, veröffentlicht werden konnte.
Gleichzeitig ernannte der Bischof den Kanoniker Nicolò da Muralto zu seinem Generalvikar. Am 6. März 1437 übertrug ihm Papst Eugen IV. die Diözese Tortona, die Gerardo Landriani abgelehnt hatte. Am 24. März ordnete der Herzog an, dass Giovanni als Folge der Ernennung durch den Papst der Besitz der Diözese verweigert werden sollte. Im Mai 1438 wandte er sich erfolgreich an das Konzil von Basel, um vom Bischof von Pavia die Rückgabe der Einkünfte des Bistums Tortona zu fordern, die er nach der Übertragung an Pavia eingezogen hatte.